# Mădăraș, Harghita
Mădăraș (în maghiară Csíkmadaras, în trad. "Păsărenii de Ciuc") este satul de reședință al comunei cu același nume din județul Harghita, Transilvania, România. S-a desprins în anul 2004 din comuna Dănești.

## Așezare
Localitatea Mădăraș este situată în partea centrală a județului Harghita, în Depresiunea Ciucului, pe valea pârâului Mădăraș, la poalele estice ale Munților Harghitei și la cele vestice ale Munților Ciucului, la 17 km. distanță de municipiul Miercurea Ciuc, pe DN12 Sândominic - Mădăraș - Ciceu.

## Scurt istoric
Săpăturile arheologice făcute de-a lungul timpului pe teritoriul satului aduc dovezi materiale ale existenței omului pe aceste meleaguri încă din cele mai vechi timpuri, astfel, în partea de sud-est a localității s-au descoperit fragmente de vase dacice (din secolele I î. d. Hr. și I d. Hr), lipitură și bucăți de zgură de fier (Periegheza P. János, V. Crișan, I. Ferenczi). 
De pe teritoriul satului mai provin trei fusoiale de lut din epoca bronzului.
Prima atestare documentară a satului datează din anul 1567, când localitatea apare sub denumirea de Mădăraș (Csikmadaras).
Ocupația principală a localnicilor până în secolul al XVIII-lea a fost mineritul iar după epuizarea resurselor de minereu de fier, olăritul. 
Din anul 1762 până în 1851, satul Mădăraș a făcut parte din Compania a VI-a a Primului Regiment Secuiesc de Infanterie.
Începând cu anul 1876 satul a aparținut de Comitatul Ciuc din Regatul Ungariei, apartenență care se încheie în anul 1920, odată cu semnarea Tratatului de la Trianon, tratat ce prevedea stabilirea  frontierelor Ungariei cu vecinii săi. 
În perioada interbelică, Mădărașul face parte din județul Ciuc.

## Economie
Activitatea economică a localității este bazată pe activități în domeniul morăritului și panificației, prelucrării laptelui, pisciculturii, exploatării și prelucrării primare a lemnului, materialelor de construcții (carieră de piatră), precum și în domeniul agroturismului și al serviciilor. Activitatea principală rămâne însă agricultura prin cultura plantelor și creșterea animalelor.

## Atracții turistice

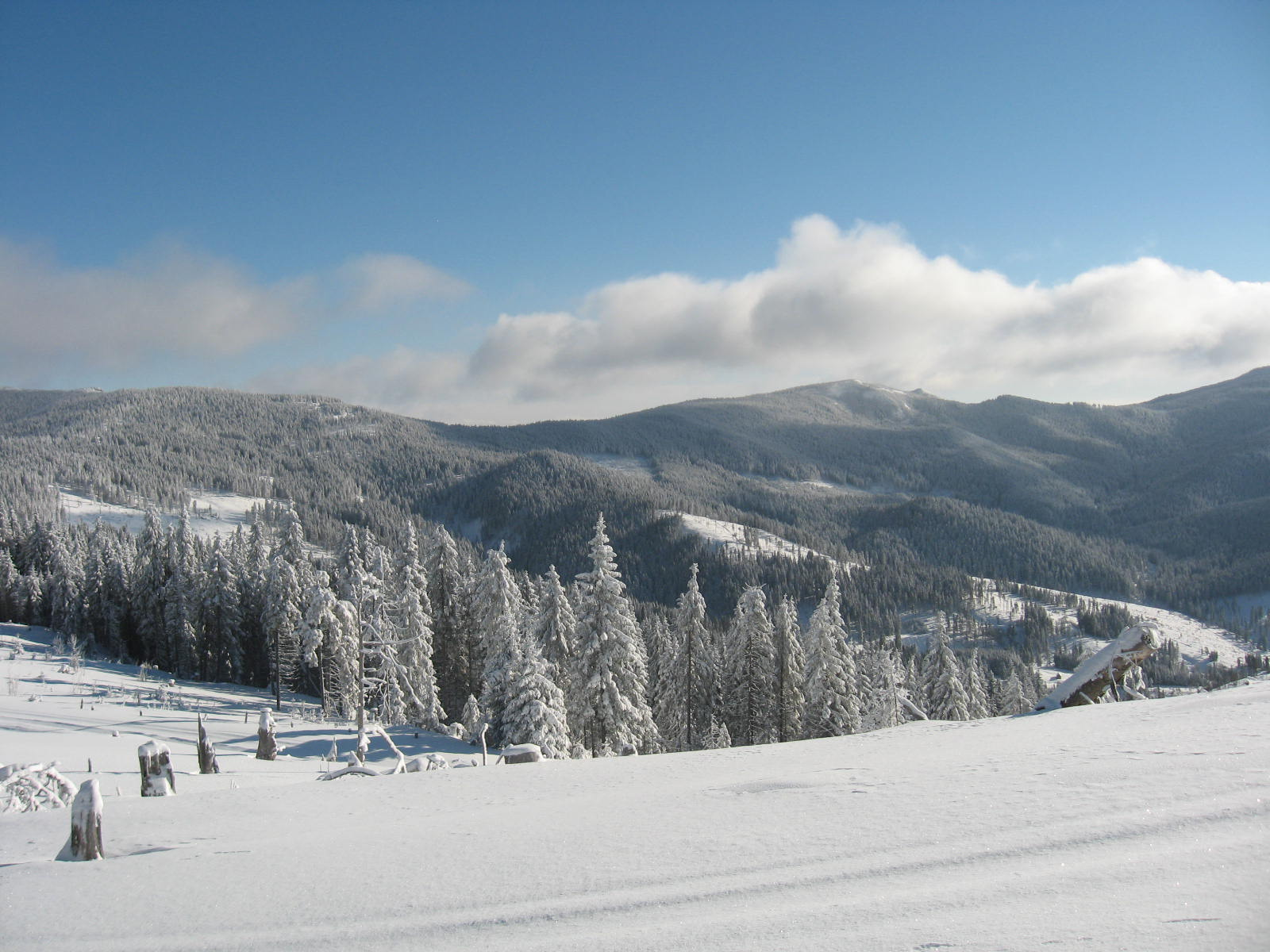
Peisaj montan Mădăraș, Harghita

- Biserica romano-catolică, construită între anii 1790 - 1796
- Capela Sfântul Anton
- Muzeul Satului
- Moara de apă
- Păstrăvăria
- Pârtii de schi
- Trasee turistice montane (Vf. Mădăraș din Munții Harghitei)

## Localități înfrățite
- Apostag, Ungaria
- Madaras, Ungaria